# Sur la piste de Fawcett
Sur la piste de Fawcett est le 3e roman de la série Bob Morane écrit par Henri Vernes et publié en 1954 par les Éditions Gérard et Cie dans la collection Marabout Junior (n°26).

## Personnages
- Bob Morane : aventurier.
- Alejandro Rias : éleveur brésilien dont les terres sont situées près de Cuiabá dans le Mato Grosso.
- Chinu : serviteur indien d'Alejandro Rias.
- Holern Hazenfraz : entomologiste. Il s'intéresse à l'étude des insectes portant le virus de la malaria.
- Iwamba : chef kalapalo.
- Awari : Indien kalapalo.
- César Raos : Brésilien à la recherche des mines de Muribeca. Assassiné par les frères Paez.
- Carlos Paez: Brésilien à la recherche des mines de Muribeca. Il tombe sur la cité du Gran Paititi.
- Antonio Paez : frère jumeau du précédent.
- Kanandu : chef des Xavántes.
- Yavahé : fils du précédent. Bob Morane le sauve d'un anaconda.

## Résumé
L'aventure se déroule dans le Mato Grosso. Bob Morane part à la recherche de l'explorateur Percy Fawcett, accompagné de son ami Alejandro Rias, ancien compagnon de Polytechnique devenu propriétaire d'un ranch près de Cuiabá, et du serviteur indien de ce dernier, Chinu. 
Il fait alors face à tous les dangers inhérents à la forêt amazonienne: jaguar, piranhas, anacondas. Il affronte également des tribus féroces (les Xavántes, les Morcegos). Il ne retrouve pas Fawcett mais parvient à découvrir la cité perdue des Musus, recherchée par l'explorateur disparu.

## Commentaires

### Percy Fawcett
Percy Fawcett a vraiment existé, comme l'auteur le précise dans ses notes à la fin de son roman. Il a disparu avec son fils et un autre compagnon en 1925, après qu'il fut parti en expédition dans le but de retrouver une cité antédiluvienne entre le rio Xingu et la serra do Roncador. Les tribus indiennes que Bob Morane rencontre sur son chemin (les Kalapalo, les Xavántes) existent également. Les Kalopalos vivent dans le Haut-Xingu sur les rives du rio Culuene. Les Xavántes habitent les environs de la Serra de Roncador.
Dans ledites notes, Henri Vernes souligne notamment que certaines personnes doutent que Fawcett cherchait au Brésil uniquement des vieilles pierres. Il aurait même été à la solde d'intérêts britanniques, cherchant à découvrir la fabuleuse mine d'or des Ararès, qui serait située entre le rio de la Mort et le rio Culuene, ou bien dans la serra do Roncador. Cette mine, une des plus riches du pays, était lors de la conquête exploitée par des Portugais, les seuls à connaître son emplacement et qui en revenaient avec des caravanes de mulets chargés de pépites. Mais, lorsqu'ils furent assaillis et tous tués par les Xavántes, leur secret fut perdu. Ou alors, une autre théorie voudrait que l'explorateur cherchait la mine fantôme de Muribeca, dont le secret fut perdu en 1622. Cependant, la vie et les écrits de l'explorateur montrent qu'il n'en était rien et qu'il était parti uniquement à la recherche de cette cité perdue.

### Analyse du récit
Une autre originalité de ce roman est qu'on peut le situer chronologiquement de façon exacte, contrairement à la plupart des autres aventures de Bob Morane. En effet, dans le chapitre 2, un poste de radio annonce les résultats de l'expertise faite par l'Institut Royal d'anthropologie de Londres, concernant l'identification des os retrouvés sur le rio Kuluene et que l'on croyait être ceux de Fawcett. Or la communication de cette nouvelle s'est faite en avril 1951. On peut donc en conclure que l'histoire du roman se déroule au printemps 1951.
Plus tard, Henri Vernes a déclaré que le nom d'Alejandro Rias était composé des noms de ses amis César Riascos et son frère Alejandro, des planteurs colombiens. Une partie du récit a d'ailleurs été écrite en Colombie et l'autre sur un bananier du nom de Fort Carillon.

## Adaptation
Le roman a été adapté en bande dessinée par Felicísimo Coria en 2012.